# سن آلو بخارایی
سن آلو بخارایی(نام علمی: Dolycoris baccarum) نام یک گونه از تیره سن‌های بدبو است.

## نگارخانه

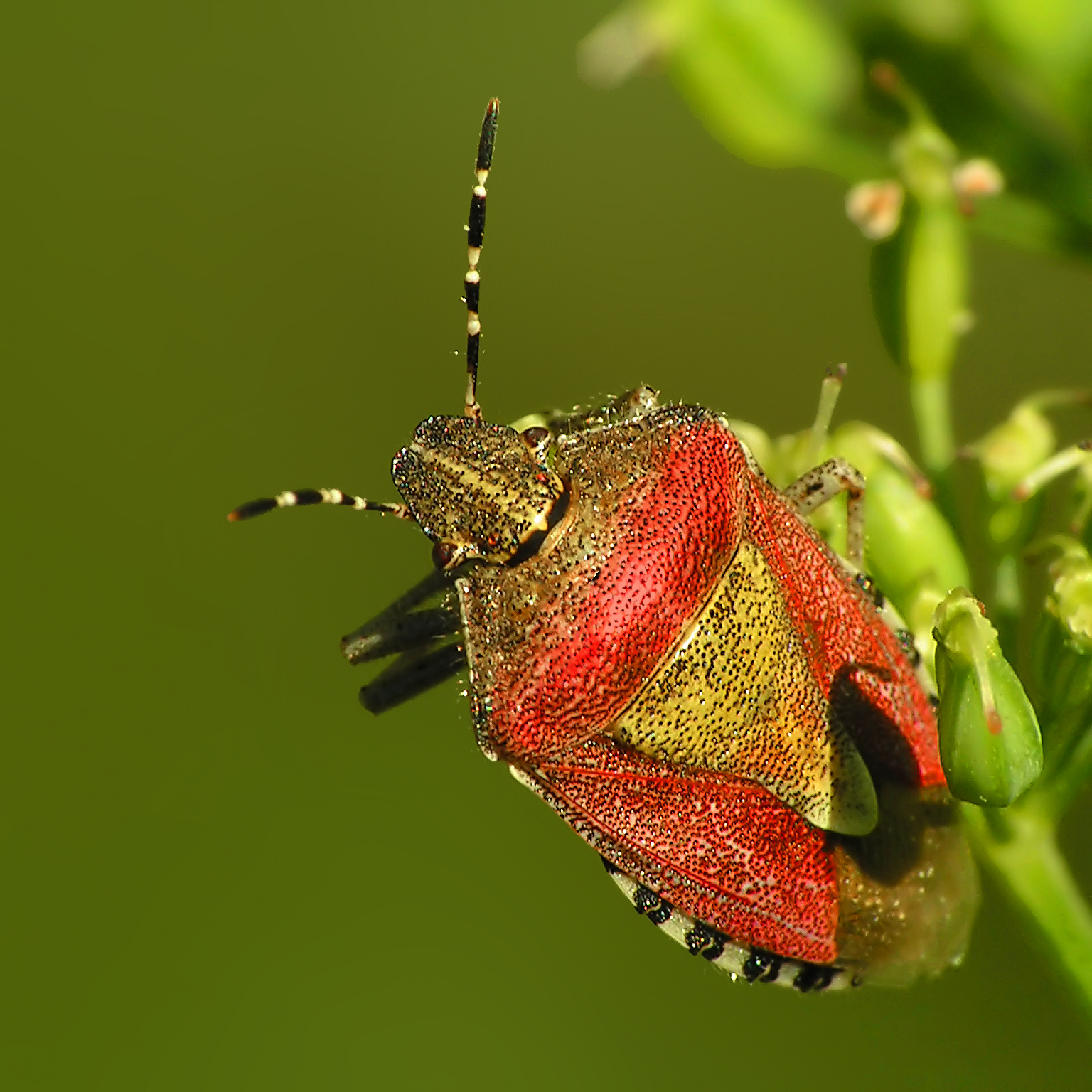
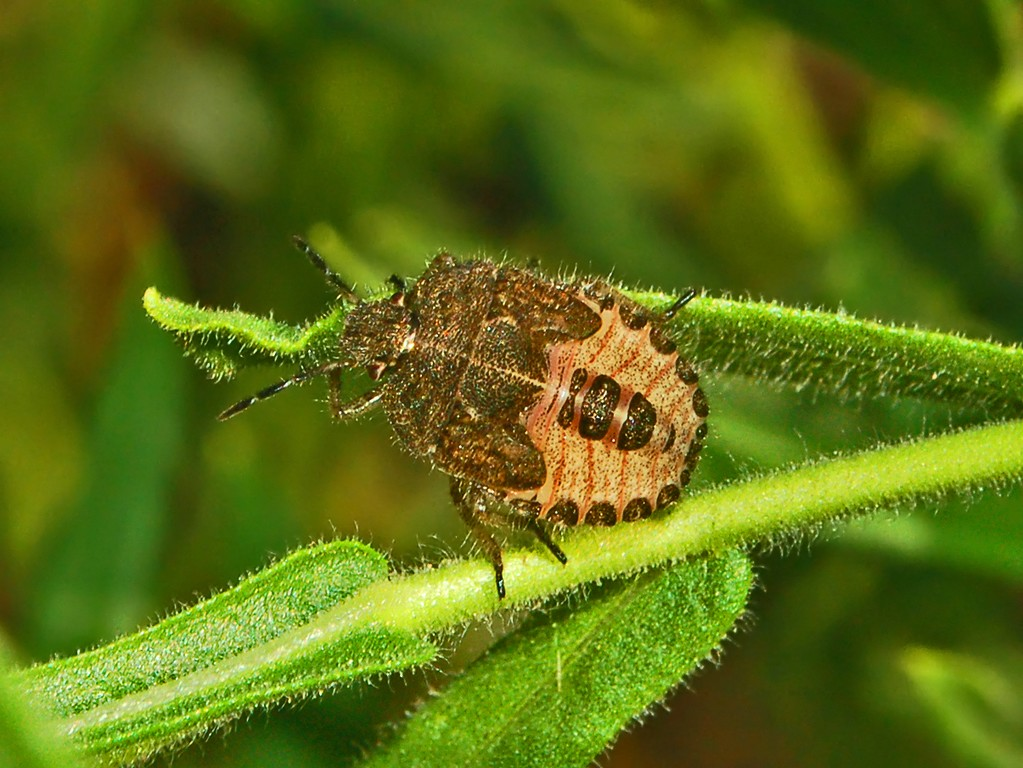
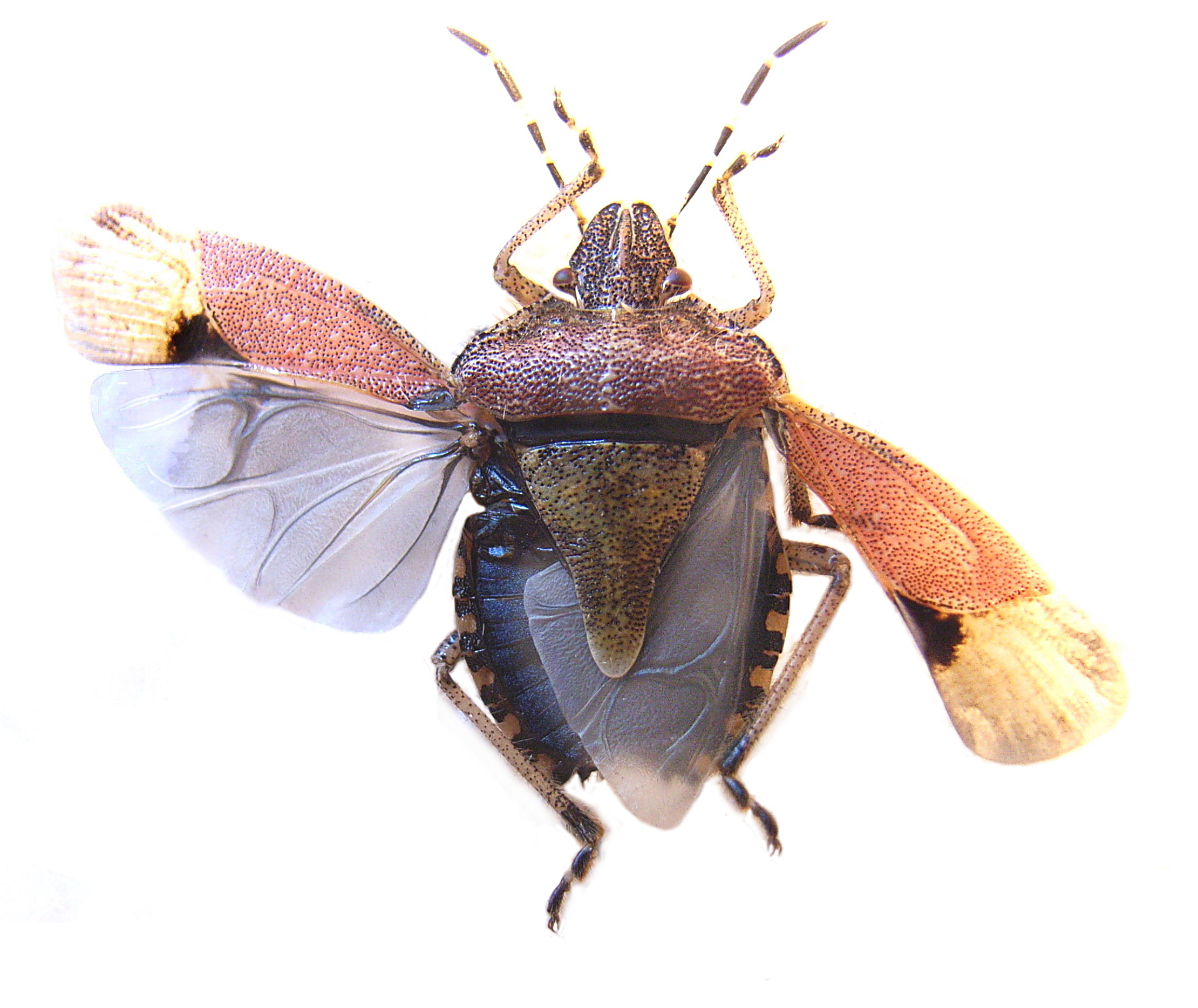
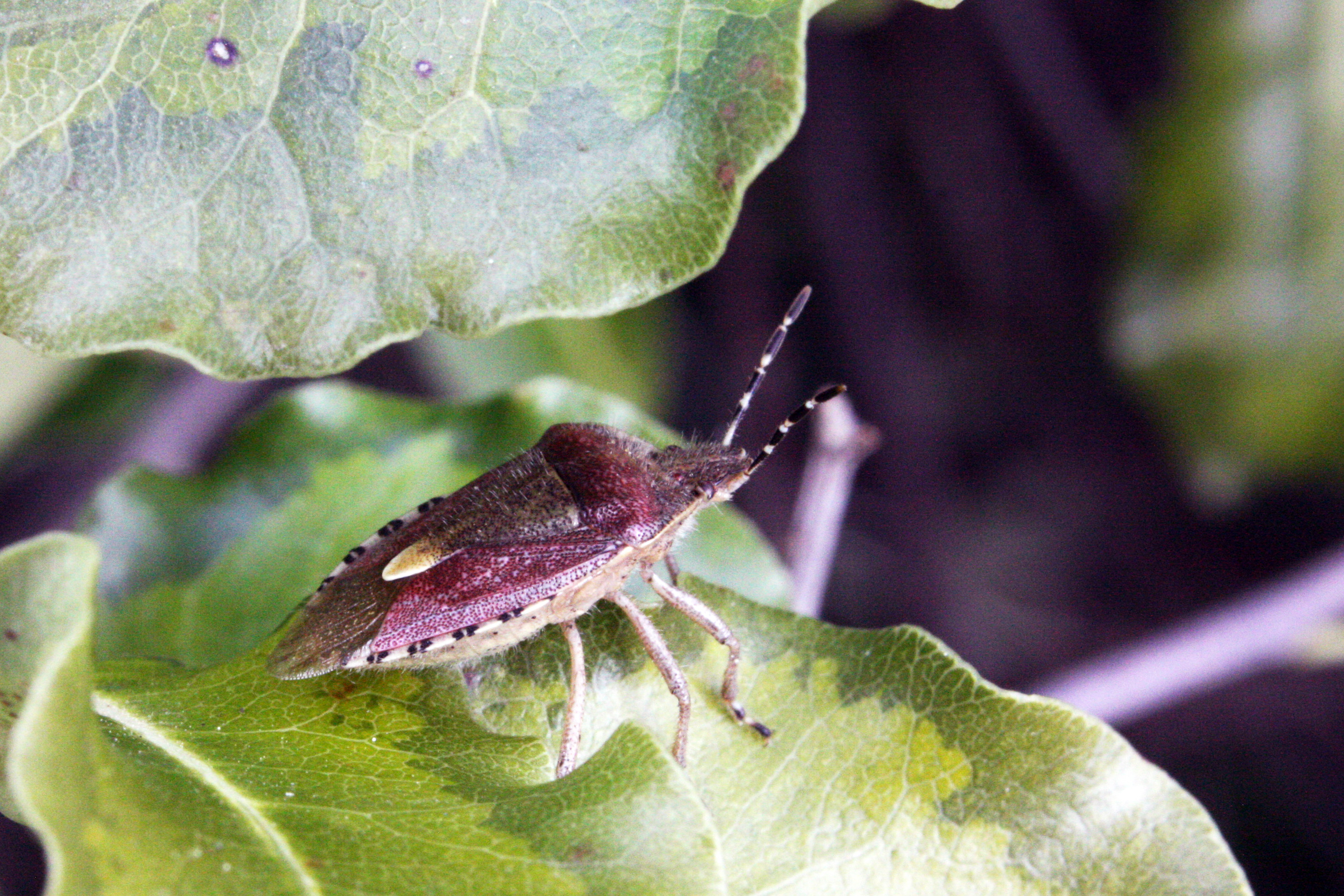